# Ремлинген
 Тази статия е за селището в Германия.  За руския офицер вижте Арнолд Ремлинген.  
Ремлинген (на немски: Remlingen) е община (Marktgemeinde) в Долна Франкония, Бавария, Германия, с 819 жители (31 декември 2015).
До 1806 г. е столица на графство Кастел-Ремлинген и резиденция на род Кастел-Ремлинген.